# Смертельная Лукка
«Смертельная Лукка» (англ. Tower Stories) — будущий художественный фильм режиссёра Питера Гринуэя с Дастином Хоффманом в главной роли.

## Сюжет
Подробности сюжета держатся в секрете, но известно, что речь в фильме пойдёт о нью-йоркском писателе, который в 2001 году, после атаки на башни-близнецы в Нью-Йорке, берёт академический отпуск, чтобы посетить Лукку в поисках своих далёких итальянских корней. Фильм создаёт некий параллелизм между башнями-близнецами и башнями Лукки, говорится на сайте кинокомиссии Тосканы.

## В ролях
- Дастин Хоффман[3] — Джейкоб
- Хелен Хант
- Алессандро Гассманн
- Елена София Риччи
- Лука Барбарески
- Нери Маркоре
- Джакомо Джианниотти — Карло Аннигонни

## Производство
О начале работы над фильмом стало известно в октябре 2019 года. Морган Фримен должен был стать продюсером и исполнителем главной роли в фильме.
В ноябре 2023 года Гринуэй подтвердил в интервью Screen International, что Фримен больше не участвует в работе над фильмом, а вместо него главную роль получил Хоффман.
Съёмки начались в декабре 2023 года в Лукке.